# Antennolaelaps alveolaris
Antennolaelaps alveolaris är en spindeldjursart som beskrevs av Wolfgang Karg 1993. Antennolaelaps alveolaris ingår i släktet Antennolaelaps och familjen Ologamasidae. Inga underarter finns listade i Catalogue of Life.